# Cànon (ficció)
En el context de la ficció, el cànon d'un univers fictici comprèn aquelles novel·les, històries, pel·lícules, sèries de televisió, etc. que es consideren "oficials" o desenvolupades dins del context "real" de la història.

## Ús
Aquest terme és conegut en situacions on algunes històries són desenvolupades seguint el cànon, mentre unes altres se salten la línia argumental principal per a experimentar amb els personatges i posar-los en situacions que no es desenvoluparien en la realitat de la història. El terme és utilitzat llavors per a diferenciar ambdues situacions: 'canònic' és allò que s'adequa a la lògica i coherència interna de l'univers de ficció, mentre que el que no és canònic resulta una contradicció d'aquesta coherència, ja que no es considera part de la mateixa. Açò també pot ocórrer amb el gènere de les fanfictions.

## Origen
Prové del grec que significa "vara de mesurar" i va ser introduït pel discurs religiós: el cànon bíblic. Amb el temps el terme canònic va començar a utilitzar-se per a assenyalar els textos sagrats que els creients havien de llegir. Per la seua banda als llibres que no havien de llegir-se se'ls esmentava en l'Index Librorum Prohibitorum, és per això que cànon i censura quasi sempre van de la mà i depenen d'una autoritat que és qui els dictamina.
Posteriorment el concepte va ser utilitzat expressament en el camp de la literatura per a referir-se a aquells llibres clàssics que els alumnes en el seu trànsit per l'escola deurien de llegir o a aquells que convenia que aparegueren en els llibres de text o a les antologies d'obres literàries.